# William Fawcett
William Fawcett, conosciuto anche come Bill (High Forest, 8 settembre 1894 – Sherman Oaks, 25 gennaio 1974), è stato un attore statunitense.

## Biografia
Nato nel 1894 a High Forest, nella Contea di Olmsted (Minnesota) si laureò in ricerca, e si sposò nel 1925 con Helene Krag; non ebbero figli.
Cominciò la carriera di attore nel 1946 fino agli anni settanta, lavorando sempre come caratterista e come attore di B-movies.
In Italia è ricordato per il suo ruolo dell'irascibile Pete Wilkey nella serie televisiva Furia cavallo del West e Le avventure di Rin Tin Tin.
Morì di problemi cardiovascolari il 25 gennaio 1974. È sepolto, assieme alla moglie Helene (deceduta nel 1997) al Roselawn Cemetery di Roseville, Minnesota, a nord di Saint Paul.

## Filmografia

### Cinema
- Tumbleweed Trail, regia di Robert Emmett Tansey (1946)
- Driftin' River, regia di Robert Emmett Tansey (1946)
- Stars Over Texas, regia di Robert Emmett Tansey (1946)
- Wild Country, regia di Ray Taylor (1947)
- I briganti (Michigan Kid), regia di Ray Taylor (1947)
- Range Beyond the Blue, regia di Ray Taylor (1947)
- Pioneer Justice, regia di Ray Taylor (1947)
- Ghost Town Renegades, regia di Ray Taylor (1947)
- The Sea Hound, regia di W.B. Eason e Mack V. Wright (1947)
- Il delfino verde (Green Dolphin Street), regia di Victor Saville (1947)
- Black Hills, regia di Ray Taylor (1947)
- La muraglia delle tenebre (High Wall), regia di Curtis Bernhardt (1947)
- Check Your Guns, regia di Ray Taylor (1948)
- Tex Granger: Midnight Rider of the Plains, regia di Derwin Abrahams (1948)
- The Tioga Kid, regia di Ray Taylor (1948)
- Superman, regia di Spencer Gordon Bennet e Thomas Carr (1948)
- Congo Bill, regia di Spencer Gordon Bennet e Thomas Carr (1948)
- Il delitto del giudice (An Act of Murder), regia di Michael Gordon (1948)
- Parole e musica (Words and Music), regia di Norman Taurog (1948)
- Ride, Ryder, Ride!, regia di Lewis D. Collins (1949)
- Batman and Robin, regia di Spencer Gordon Bennet (1949)
- Barbary Pirate, regia di Lew Landers (1949)
- Roll, Thunder, Roll!, regia di Lewis D. Collins (1949)
- The Adventures of Sir Galahad, regia di Spencer Gordon Bennet (1949)
- Tyrant of the Sea, regia di Lew Landers (1950)
- Bill il sanguinario (The Kid from Texas), regia di Kurt Neumann (1950)
- Bassa marea (House by the River), regia di Fritz Lang (1950)
- Cody of the Pony Express, regia di Spencer Gordon Bennet (1950)
- Pelle di bronzo (Comanche Territory), regia di George Sherman (1950)
- State Penitentiary, regia di Lew Landers (1950)
- Atom Man vs. Superman, regia di Spencer Gordon Bennet (1950)
- Chain Gang, regia di Lew Landers (1950)
- L'ultimo dei bucanieri (Last of the Buccaneers), regia di Lew Landers (1950)
- Pirates of the High Seas, regia di Spencer Gordon Bennet e Thomas Carr (1950)
- Revenue Agent, regia di Lew Landers (1950)
- La madre dello sposo (The Mating Season), regia di Mitchell Leisen (1951)
- Wanted: Dead or Alive, regia di Thomas Carr (1951)
- Canyon Raiders, regia di Lewis D. Collins (1951)
- I filibustieri delle Antille (Double Crossbones), regia di Charles Barton (1951)
- Roar of the Iron Horse - Rail-Blazer of the Apache Trail, regia di Spencer Gordon Bennet e Thomas Carr (1951)
- I misteri di Hollywood (Hollywood Story), regia di William Castle (1951)
- L'asso nella manica (Ace in the Hole), regia di Billy Wilder (1951)
- Stagecoach Driver, regia di Lewis D. Collins (1951)
- Comin' Round the Mountain, regia di Charles Lamont (1951)
- La lettera di Lincoln (The Lady from Texas), regia di Joseph Pevney (1951)
- Mysterious Island, regia di Spencer Gordon Bennet (1951)
- The Hills of Utah, regia di John English (1951)
- Il falco di Bagdad (The Magic Carpet), regia di Lew Landers (1951)
- Honeychile, regia di R.G. Springsteen (1951)
- Cattle Queen, regia di Robert Emmett Tansey (1951)
- Valley of Fire, regia di John English (1951)
- I violenti dell'Oregon (The Longhorn), regia di Lewis D. Collins (1951)
- Captain Video: Master of the Stratosphere, regia di Spencer Gordon Bennet e Wallace Grissell (1951)
- La vendicatrice dei sioux (Rose of Cimarron), regia di Harry Keller (1952)
- Jim della giungla e gli uomini scimmia (Jungle Jim in the Forbidden Land), regia di Lew Landers (1952)
- La sceriffa dell'Oklahoma (Oklahoma Annie), regia di R.G. Springsteen (1952)
- King of the Congo, regia di Spencer Gordon Bennet e Wallace Grissell (1952)
- I fuorilegge del Kansas (Kansas Territory), regia di Lewis D. Collins (1952)
- Fulmine nero (The Lion and the Horse), regia di Louis King (1952)
- Il capitalista (Has Anybody Seen My Gal), regia di Douglas Sirk (1952)
- Blackhawk: Fearless Champion of Freedom, regia di Spencer Gordon Bennet e Fred F. Sears (1952)
- Barbed Wire, regia di George Archainbaud (1952)
- Montana Incident, regia di Lewis D. Collins (1952)
- La maschera di fango (Springfield Rifle), regia di André De Toth (1952)
- La grande sparatoria (The Raiders), regia di Lesley Selander (1952)
- Star of Texas, regia di Thomas Carr (1953)
- Il dominatore del Texas (Gunsmoke), regia di Nathan Juran (1953)
- Il sentiero dei sioux (The Homesteaders), regia di Lewis D. Collins (1953)
- Carabina Mike tuona sul Texas (The Marksman), regia di Lewis D. Collins (1953)
- The Neanderthal Man, regia di Ewald André Dupont (1953)
- Run for the Hills, regia di Lew Landers (1953)
- Canadian Mounties vs. Atomic Invaders, regia di Franklin Adreon (1953)
- Sweethearts on Parade, regia di Allan Dwan (1953)
- The Great Adventures of Captain Kidd, regia di Derwin Abrahams e Charles S. Gould (1953)
- La spada del deserto (Prisoners of the Casbah), regia di Richard L. Bare (1953)
- Nei mari dell'Alaska (Alaska Seas), regia di Jerry Hopper (1954)
- Gunfighters of the Northwest, regia di Spencer Gordon Bennet e Charles S. Gould (1954)
- Desperado (The Desperado), regia di Thomas Carr (1954)
- La legge contro Billy Kid (The Law vs. Billy the Kid), regia di William Castle (1954)
- Alba di fuoco (Dawn at Socorro), regia di George Sherman (1954)
- Two Guns and a Badge, regia di Lewis D. Collins (1954)
- Riding with Buffalo Bill, regia di Spencer Gordon Bennet (1954)
- Sangue e metallo giallo (The Yellow Mountain), regia di Jesse Hibbs (1954)
- So You Want to Know Your Relatives, regia di Richard L. Bare - cortometraggio (1954)
- Il principe degli attori (Prince of Players), regia di Philip Dunne (1955)
- Timberjack, regia di Joseph Kane (1955)
- La schiava del pirata (Pirates of Tripoli), regia di Felix E. Feist (1955)
- Murder Is My Beat, regia di Edgar G. Ulmer (1955)
- La rivolta dei seminole (Seminole Uprising), regia di Earl Bellamy (1955)
- Terra infuocata (Tall Man Riding), regia di Lesley Selander (1955)
- Lay That Rifle Down, regia di Charles Lamont (1955)
- I pionieri dell'Alaska (The Spoilers), regia di Jesse Hibbs (1955)
- The Kettles in the Ozarks, regia di Charles Lamont (1956)
- La grande sfida (The Proud Ones), regia di Robert D. Webb (1956)
- L'agguato delle cento frecce (Dakota Incident), regia di Lewis R. Foster (1956)
- Canyon River, regia di Harmon Jones (1956)
- Vita di una commessa viaggiatrice (The First Traveling Saleslady), regia di Arthur Lubin (1956)
- Due pistole per due fratelli (Gun Brothers), regia di Sidney Salkow (1956)
- Web il coraggioso (Tension at Table Rock), regia di Charles Marquis Warren (1956)
- Il cavaliere della tempesta (The Storm Rider), regia di Edward Bernds (1957)
- L'arma della gloria (Gun Glory), regia di Roy Rowland (1957)
- La banda degli angeli (Band of Angels), regia di Raoul Walsh (1957)
- The Tijuana Story, regia di László Kardos (1957)
- Il bacio dello spettro (The Return of Dracula), regia di Paul Landres (1958)
- Tempi brutti per i sergenti (No Time for Sergeants), regia di Mervyn LeRoy (1958)
- Damn Yankees!, regia di George Abbott e Stanley Donen (1958)
- Domani m'impiccheranno (Good Day for a Hanging), regia di Nathan Juran (1959)
- Il selvaggio e l'innocente (The Wild and the Innocent), regia di Jack Sher (1959)
- Dai, Johnny, dai! (Go, Johnny, Go!), regia di Paul Landres (1959)
- Bersaglio umano (The Walking Target), regia di Edward L. Cahn (1960)
- Un pugno di fango (Claudelle Inglish), regia di Gordon Douglas (1961)
- I comanceros (The Comancheros), regia di Michael Curtiz (1961)
- Saintly Sinners, regia di Jean Yarbrough (1962)
- Capobanda (The Music Man), regia di Morton DaCosta (1962)
- La pelle che scotta (The Interns), regia di David Swift (1962)
- Rodaggio matrimoniale (Period of Adjustment), regia di George Roy Hill (1962)
- La donna che inventò lo strip-tease (Gypsy), regia di Mervyn LeRoy (1962)
- Te la senti stasera? (Mary, Mary), regia di Mervyn LeRoy (1963)
- Letti separati (The Wheeler Dealers), regia di Arthur Hiller (1963)
- Il codice della pistola (The Man from Galveston), regia di William Conrad (1963)
- Pistola veloce (The Quick Gun), regia di Sidney Salkow (1964)
- Donne, v'insegno come si seduce un uomo (Sex and the Single Girl), regia di Richard Quine (1964)
- Erasmo il lentigginoso (Dear Brigitte), regia di Henry Koster (1965)
- Qualcuno da odiare (King Rat), regia di Bryan Forbes (1965)
- Jesse James Meets Frankenstein's Daughter, regia di William Beaudine (1966)
- La gnomo mobile (The Gnome-Mobile), regia di Robert Stevenson (1967)
- Agguato nel sole (Hostile Guns), regia di R.G. Springsteen (1967)
- Il fantasma del pirata Barbanera (Blackbeard's Ghost), regia di Robert Stevenson (1968)
- Hello, Dolly!, regia di Gene Kelly (1969)
- Il computer con le scarpe da tennis (The Computer Wore Tennis Shoes), regia di Robert Butler (1969)
- The Lottery, regia di Larry Yust - cortometraggio (1969)

### Televisione
- Gruen Guild Playhouse – serie TV, episodio 1x02 (1951)
- Squadra mobile (Racket Squad) – serie TV, episodio 3x15 (1952)
- Gang Busters – serie TV, 4 episodi (1952)
- Cowboy G-Men – serie TV, episodio 1x16 (1953)
- Rebound – serie TV, episodi 1x02-2x05 (1952-1953)
- My Hero – serie TV, episodi 1x04-1x25 (1952-1953)
- Your Favorite Story – serie TV, episodio 1x16 (1953)
- Chevron Theatre – serie TV, episodio 2x35 (1953)
- The Pride of the Family – serie TV, episodio 1x08 (1953)
- The Ford Television Theatre – serie TV, episodio 2x11 (1953)
- Le avventure di Rex Rider (The Range Rider) – serie TV, 9 episodi (1951-1953)
- Hopalong Cassidy – serie TV, episodi 1x23-2x13 (1952-1954)
- Cavalcade of America – serie TV, episodio 2x14 (1954)
- Schlitz Playhouse of Stars – serie TV, episodi 2x35-3x20 (1953-1954)
- Waterfront – serie TV, episodio 2x06 (1954)
- Four Star Playhouse – serie TV, episodio 2x25 (1954)
- Gianni e Pinotto (The Abbott and Costello Show) – serie TV, episodio 2x20 (1954)
- Topper – serie TV, episodio 1x25 (1954)
- Stories of the Century – serie TV, episodio 1x13 (1954)
- Le avventure di Gene Autry (The Gene Autry Show) – serie TV, 13 episodi (1951-1954)
- Roy Rogers (The Roy Rogers Show) – serie TV, 7 episodi (1952-1954)
- Meet Corliss Archer – serie TV, episodio 1x07 (1954)
- Mayor of the Town – serie TV, episodio 1x21 (1954)
- Duffy's Tavern – serie TV, 31 episodi (1954)
- The Adventures of Kit Carson – serie TV, 7 episodi (1951-1955)
- Royal Playhouse (Fireside Theatre) – serie TV, 11 episodi (1951-1955)
- TV Reader's Digest – serie TV, episodio 1x01 (1955)
- Adventures of Falcon – serie TV, episodio 1x32 (1955)
- Papà ha ragione (Father Knows Best) – serie TV, episodi 1x07-1x19 (1954-1955)
- Crown Theatre with Gloria Swanson – serie TV, 1 episodio (1955)
- The Public Defender – serie TV, episodi 1x16-2x18-2x36 (1954-1955)
- The Man Behind the Badge – serie TV, episodi 2x05-2x18 (1955)
- Studio 57 – serie TV, episodio 1x39 (1955)
- Commando Cody: Sky Marshal of the Universe – serie TV, episodio 1x04 (1955)
- Wild Bill Hickok (Adventures of Wild Bill Hickok) – serie TV, 4 episodi (1951-1955)
- Penna di Falco, capo cheyenne (Brave Eagle) – serie TV, episodio 1x04 (1955)
- You Are There – serie TV, episodi 4x04-4x12 (1955)
- Le avventure di Jet Jackson (Captain Midnight) – serie TV, episodi 1x09-2x07 (1954-1955)
- Lux Video Theatre – serie TV, episodio 6x12 (1955)
- Scattergood Baines, regia di Lew Landers – film TV (1955)
- Celebrity Playhouse – serie TV, episodio 1x15 (1956)
- Cisco Kid (The Cisco Kid) – serie TV, 7 episodi (1953-1956)
- Chevron Hall of Stars – serie TV, 1 episodio (1956)
- Scienza e fantasia (Science Fiction Theatre) – serie TV, episodio 2x14 (1956)
- Buffalo Bill, Jr. – serie TV, 5 episodi (1955-1956)
- Jane Wyman Presents the Fireside Theatre – serie TV, episodio 2x02 (1956)
- Annie Oakley – serie TV, 7 episodi (1954-1956)
- Telephone Time – serie TV, episodio 2x01 (1956)
- I racconti del West (Zane Grey Theater) – serie TV, episodio 1x20 (1957)
- Corky, il ragazzo del circo (Circus Boy) – serie TV, episodio 1x21 (1957)
- Avventure in elicottero (Whirlybirds) – serie TV, episodio 1x10 (1957)
- Panico (Panic!) – serie TV, episodio 1x02 (1957)
- Matinee Theatre – serie TV, episodio 2x22 (1957)
- Il cavaliere solitario (The Lone Ranger) – serie TV, 5 episodi (1949-1957)
- Le avventure di Rin Tin Tin (The Adventures of Rin Tin Tin) – serie TV, 6 episodi (1954-1957)
- Have Gun - Will Travel – serie TV, episodio 1x03 (1957)
- Il carissimo Billy (Leave It to Beaver) – serie TV, episodio 1x08 (1957)
- Colt .45 – serie TV, episodio 1x08 (1957)
- Dragnet – serie TV, episodio 7x14 (1957)
- Il tenente Ballinger (M Squad) – serie TV, episodio 1x22 (1958)
- Il sergente Preston (Sergeant Preston of the Yukon) – serie TV, episodio 3x22 (1958)
- Trackdown – serie TV, episodio 2x12 (1958)
- The D.A.'s Man – serie TV, episodio 1x07 (1959)
- Alcoa Theatre – serie TV, episodi 2x6-2x12 (1958-1959)
- The Millionaire – serie TV, episodi 1x07-5x25 (1955-1959)
- The Restless Gun – serie TV, 4 episodi (1957-1959)
- 26 Men – serie TV, 5 episodi (1957-1959)
- The Lucy-Desi Comedy Hour – serie TV, episodi 1x03-2x05 (1958-1959)
- Union Pacific – serie TV, episodio 1x38 (1959)
- Shotgun Slade – serie TV, episodio 1x14 (1960)
- Ricercato vivo o morto (Wanted: Dead or Alive) – serie TV, episodi 1x34-2x19 (1959-1960)
- Mr. Lucky – serie TV, episodio 1x13 (1960)
- Hennesey – serie TV, episodio 1x16 (1960)
- Letter to Loretta – serie TV, episodi 1x10-2x06-7x18 (1953-1960)
- Bat Masterson – serie TV, episodio 2x20 (1960)
- Pony Express – serie TV, episodio 1x00 (1960)
- Furia (Fury) – serie TV, 116 episodi (1955-1960)
- Lo sceriffo indiano (Law of the Plainsman) – serie TV, episodio 1x26 (1960)
- General Electric Theater – serie TV, episodi 2x24-3x32-8x28 (1954-1960)
- The Texan – serie TV, episodio 2x32 (1960)
- The Slowest Gun in the West, regia di Herschel Daugherty – film TV (1960)
- The Dennis O'Keefe Show – serie TV, episodio 1x32 (1960)
- I detectives (The Detectives) – serie TV, episodio 2x05 (1960)
- Sugarfoot – serie TV, episodi 1x14-2x20-4x02 (1957-1960)
- The Barbara Stanwyck Show – serie TV, episodio 1x05 (1960)
- Harrigan and Son – serie TV, episodio 1x05 (1960)
- The Deputy – serie TV, episodio 2x10 (1960)
- Avventure lungo il fiume (Riverboat) – serie TV, episodio 2x12 (1960)
- The Law and Mr. Jones – serie TV, episodio 1x12 (1961)
- Le leggendarie imprese di Wyatt Earp (The Life and Legend of Wyatt Earp) – serie TV, episodio 6x18 (1961)
- Gli intoccabili (The Untouchables) – serie TV, episodio 2x18 (1961)
- Mister Ed, il mulo parlante (Mister Ed) – serie TV, episodio 1x07 (1961)
- Peter Gunn – serie TV, episodi 1x23-3x23 (1959-1961)
- The Tall Man – serie TV, episodio 1x31 (1961)
- Cheyenne – serie TV, 5 episodi (1957-1961)
- King of Diamonds – serie TV, episodio 1x04 (1961)
- Straightaway – serie TV, episodio 1x02 (1961)
- 87ª squadra (87th Precinct) – serie TV, episodio 1x07 (1961)
- The New Breed – serie TV, episodio 1x10 (1961)
- Outlaws – serie TV, episodi 1x10-2x10 (1960-1961)
- Il dottor Kildare (Dr. Kildare) – serie TV, episodi 1x02-1x13 (1961)
- Bachelor Father – serie TV, episodio 5x14 (1961)
- The Investigators – serie TV, episodio 1x13 (1961)
- Maverick – serie TV, episodi 2x16-5x06 (1959-1962)
- Tales of Wells Fargo – serie TV, 4 episodi (1957-1962)
- Ai confini della realtà (The Twilight Zone) – serie TV, episodio 3x23 (1962)
- Lawman – serie TV, 6 episodi (1959-1962)
- Ben Casey – serie TV, episodio 1x26 (1962)
- Bronco – serie TV, episodio 4x17 (1962)
- Frontier Circus – serie TV, episodio 1x22 (1962)
- Laramie – serie TV, 7 episodi (1960-1962)
- Shannon – serie TV, episodio 1x13 (1962)
- The Rifleman – serie TV, episodi 3x23-5x15 (1961-1963)
- Stoney Burke – serie TV, episodio 1x17 (1963)
- Indirizzo permanente (77 Sunset Strip) – serie TV, 4 episodi (1959-1963)
- Mr. Smith Goes to Washington – serie TV, episodio 1x21 (1963)
- Dakota (The Dakotas) – serie TV, episodio 1x09 (1963)
- Il fuggiasco (The Fugitive) – serie TV, episodio 1x08 (1963)
- Ripcord – serie TV, episodi 2x34-2x35 (1963)
- Perry Mason – serie TV, episodi 6x14-7x13 (1963-1964)
- La grande avventura (The Great Adventure) – serie TV, episodio 1x12 (1964)
- La legge del Far West (Temple Houston) – serie TV, episodi 1x03-1x18 (1963-1964)
- The Travels of Jaimie McPheeters – serie TV, episodio 1x19 (1964)
- Destry – serie TV, episodio 1x01 (1964)
- Gli uomini della prateria (Rawhide) – serie TV, episodi 2x01-6x20 (1959-1964)
- Carovane verso il West (Wagon Train) – serie TV, 7 episodi (1958-1964)
- L'ora di Hitchcock (The Alfred Hitchcock Hour) – serie TV, episodio 2x24 (1964)
- Gli inafferrabili (The Rogues) – serie TV, episodio 1x07 (1964)
- Polvere di stelle (Bob Hope Presents the Chrysler Theatre) – serie TV, episodio 2x16 (1965)
- Petticoat Junction – serie TV, episodio 2x30 (1965)
- The Crisis (Kraft Suspense Theatre) – serie TV, episodio 2x29 (1965)
- The Smothers Brothers Show – serie TV, episodio 1x07 (1965)
- Hazel – serie TV, episodio 5x10 (1965)
- A Man Called Shenandoah – serie TV, episodio 1x17 (1966)
- I mostri (The Munsters) – serie TV, episodio 2x30 (1966)
- Selvaggio west (The Wild Wild West) - serie TV, episodio 1x27 (1966)
- Per favore non mangiate le margherite (Please Don't Eat the Daisies) – serie TV, episodio 2x09 (1966)
- I sentieri del west (The Road West) – serie TV, episodio 1x14 (1966)
- Il ladro (T.H.E. Cat) – serie TV, episodio 1x17 (1967)
- Pistols 'n' Petticoats – serie TV, episodio 1x20 (1967)
- Iron Horse – serie TV, episodio 1x28 (1967)
- Mr. Terrific – serie TV, episodio 1x11 (1967)
- Daniel Boone – serie TV, episodi 1x08-2x13-3x27 (1964-1967)
- Lassie – serie TV, episodio 13x30 (1967)
- Due avvocati nel West (Dundee and the Culhane) – serie TV, episodio 1x11 (1967)
- Ironside – serie TV, episodio 1x19 (1968)
- Strega per amore (I Dream of Jeannie) – serie TV, episodio 3x19 (1968)
- Reporter alla ribalta (The Name of the Game) – serie TV, episodio 1x05 (1968)
- La grande vallata (The Big Valley) – serie TV, episodi 1x09-2x17-4x05 (1965-1968)
- Sui sentieri del West (The Outcasts) – serie TV, episodio 1x07 (1968)
- La signora e il fantasma (The Ghost & Mrs. Muir) – serie TV, episodio 1x14 (1968)
- Il grande teatro del West (The Guns of Will Sonnett) – serie TV, episodi 1x17-2x15 (1967-1969)
- Adam-12 – serie TV, episodio 2x12 (1970)
- Mannix – serie TV, episodi 2x04-3x15 (1968-1970)
- Love, American Style – serie TV, episodio 1x16 (1970)
- Death Valley Days – serie TV, episodi 1x10-10x16-18x16 (1953-1970)
- Lancer – serie TV, episodio 2x17 (1970)
- Una famiglia in guerra (Menace on the Mountain), regia di Vincent McEveety – film TV (1970)
- The Murdocks and the McClays, regia di Charles R. Rondeau – film TV (1970)
- Bonanza – serie TV, 6 episodi (1960-1970)
- The Boy Who Stole the Elephant, regia di Michael Caffey – film TV (1970)
- Gunsmoke – serie TV, 9 episodi (1959-1970)
- Disneyland – serie TV, episodi 17x02-17x03 (1970)
- Il virginiano (The Virginian) – serie TV, 9 episodi (1963-1970)
- The Manhunter, regia di Don Taylor – film TV (1972)